# Pirching am Traubenberg
Pirching am Traubenberg osztrák község Stájerország Délkelet-stájerországi járásában. 2017 januárjában 2583 lakosa volt. 

## Elhelyezkedése

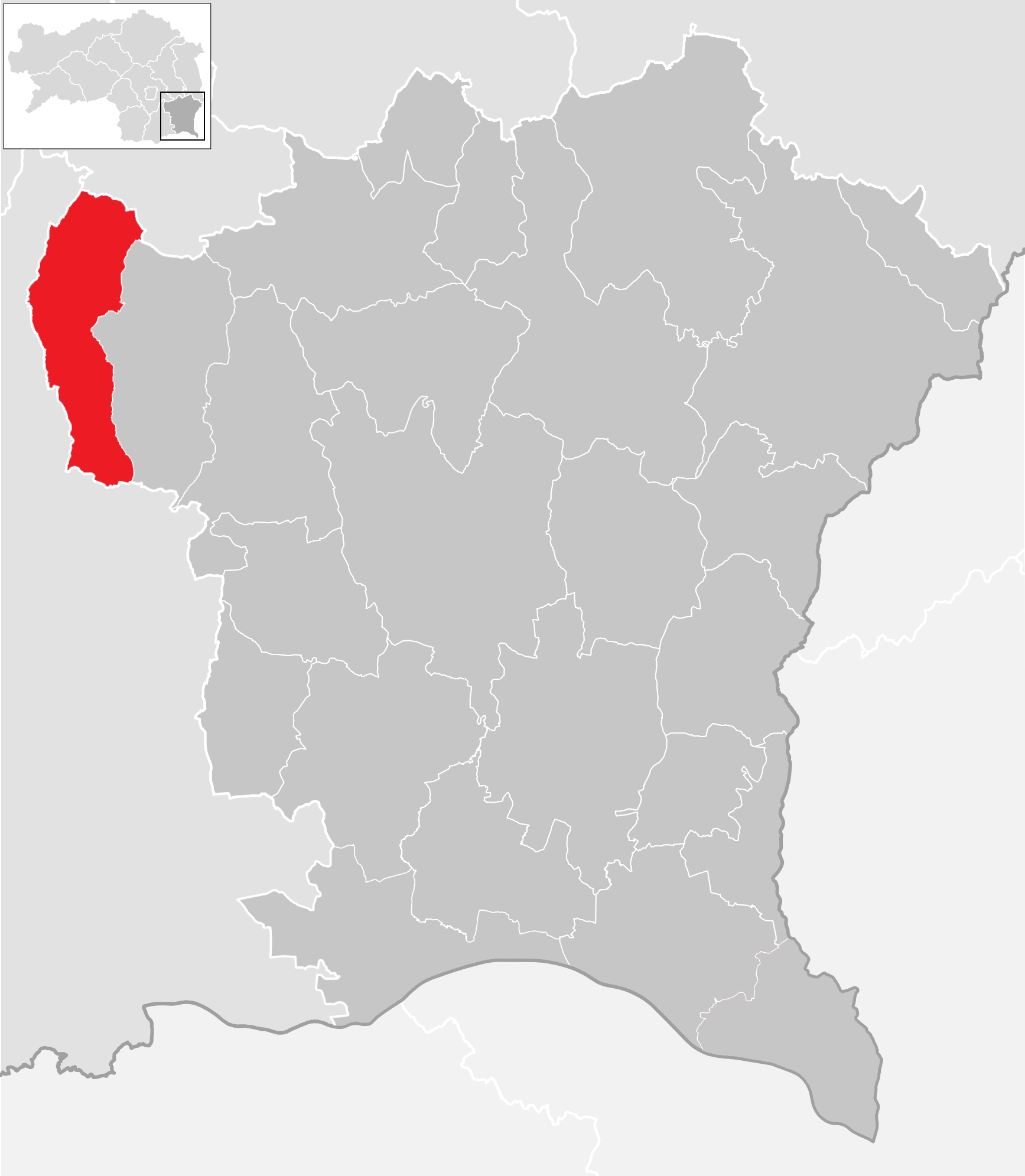
Pirching am Traubenberg a Délkelet-stájerországi járásban

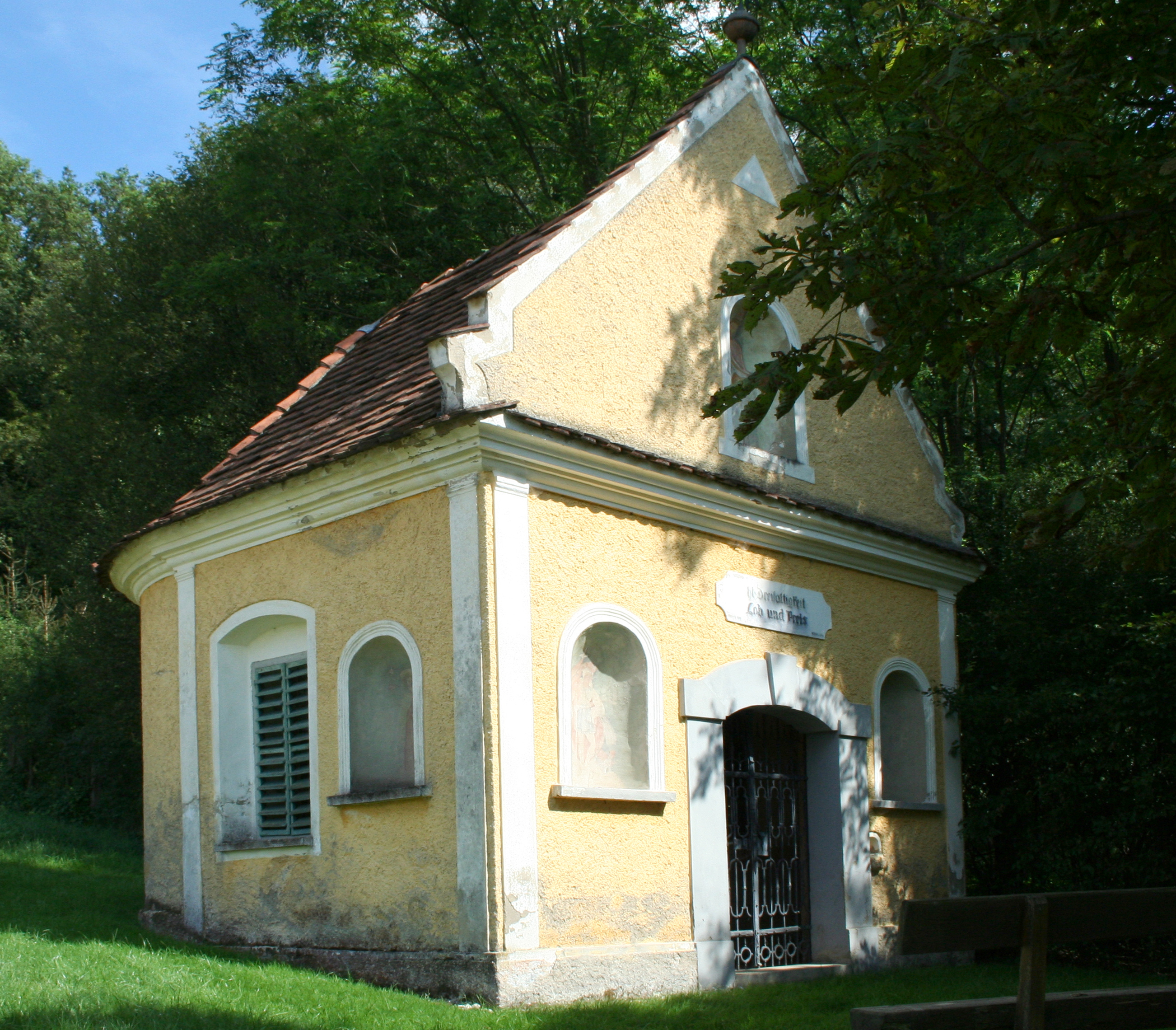
A pirchingi Szentháromság-kápolna

Pirching am Traubenberg a Kelet-Stájerország régióban, a Kelet-stájer dombságon fekszik, kb. 18 km-re délkeletre Graztól. 
Az önkormányzat 4 katasztrális községben (Edelstauden, Frannach, Pirching, Rettenbach) 9 települést egyesít: Edelstauden (448 lakos), Frannach (216), Guggitzgraben (443), Kittenbach (114), Manning (159), Oberdorf (175), Oberlabill (181), Pirching am Traubenberg (603), Rettenbach in Oststeiermark (253).
A környező önkormányzatok: keletre Kirchbach-Zerlach, délre Schwarzautal, délnyugatra Allerheiligen bei Wildon, nyugatra Heiligenkreuz am Waasen, északnyugatra Empersdorf, északra Sankt Marein bei Graz.

## Története
Pirching első írásos említése 1318-ból származik Pirchaern formában. Neve a Birke (nyírfa) szóból származik. A nyelvészek szerint eredeti nevének -arn végződése arra utal, hogy a falu 1200 körül jöhetett létre, vagyis legalább száz éves volt már, amikor először szerepelt oklevélben. 
Az önkormányzat nevében szereplő Traubenbergen (szőlőhegy) az elnevezésének megfelelően már legalább 1406 óta termesztenek szőlőt. 
Edelstauden először a seckaui püspökség 1295-ös urbáriumában szerepel ("Hesleinstauden"), mint püspöki birtok. Konkrét bizonyíték nincs rá, de a falut feltehetőleg érintette az 1411-13-as Welsee-viszály és az 1418-as magyar betörés is, amely során Kelet-Stájerország egy részét feldúlták. A század végén a Baumgartner-felkelés, a török betörés, majd a Mátyás magyar királlyal vívott háború okozott nagy veszteségeket.     
A 2015-ös stájerországi közigazgatási reform keretében az addig önálló Edelstauden és Frannach községeket Pirchinghez csatolták.  

## Lakosság
A Pirching am Traubenberg-i önkormányzat területén 2017 januárjában 2583 fő élt. A lakosságszám 1961 és 2011 között jelentősen gyarapodott és elérte a 2628 főt; azóta viszont némileg visszaesett. 2015-ben a helybeliek 97,2%-a volt osztrák állampolgár; a külföldiek közül 0,7% a régi (2004 előtti), 1,7% az új EU-tagállamokból érkezett. 2001-ben a lakosok 94,8%-a római katolikusnak, 0,8% evangélikusnak, 3,1% pedig felekezet nélkülinek vallotta magát.

## Látnivalók
- a pirchingi Szentháromság-kápolna

## Fordítás
- Ez a szócikk részben vagy egészben  a   Pirching am Traubenberg című német Wikipédia-szócikk ezen változatának fordításán alapul.  Az eredeti cikk szerkesztőit annak laptörténete sorolja fel. Ez a jelzés csupán a megfogalmazás eredetét és a szerzői jogokat jelzi, nem szolgál a cikkben szereplő információk forrásmegjelöléseként.